# Скворцов, Фёдор Лукьянович
Фёдор Лукья́нович Скворцо́в (13 (25) апреля 1884 — 8 марта 1919) — участник Первой мировой и гражданской войн, полный георгиевский кавалер, капитан (посмертно).

## Биография
Родился 13 (25) апреля 1884 года в селе Беломестная Криуша Лысогорской волости Тамбовской губернии. В 1890 г. с родителями переселился в село Колыванское Черемновской волости Томской губернии. Призван на службу в Русскую императорскую армию 1 января 1906 г. (по ст. ст.) в 29 Восточно-Сибирский стрелковый полк. После окончания трёхлетнего срока службы добровольно остался на сверхсрочную службу.
Воевал на Германском фронте в составе 29-го и 67-го Сибирских стрелковых полков в Восточной Пруссии, Польше и Белоруссии. Начинал войну подпрапорщиком, в сентябре 1915 г. за боевые отличия произведён в прапорщики армейской пехоты, закончил войну штабс-капитаном, командиром 8 роты 29-го Сибирского стрелкового полка. В боях был ранен и контужен.
4 июля 1918 г. был призван в войска Временного Сибирского правительства. В составе 3-го Барнаульского полка участвовал в боях на Кругобайкальской железной дороге и на Уральском фронте. Награждён орденом Св. Станислава 2-й ст. с мечами за отличия в боях 31 июля — 6 августа 1918 г. у станции Мурино и орденом Св. Анны 2 ст. с мечами за отличия в боях 16-18 августа 1918 г. у станции Посольской. Был представлен к награждению орденом Св. Владимира 4 ст. с мечами и бантом.
Убит в бою с красноармейцами во время штурма села Таборы Пермской губернии 8 марта 1919 г. Посмертно представлен к производству в чин капитана за то, что «в бою 8 марта у с. Таборы, командуя ротой, в атаке укреплённой неприятельской позиции, под ружейным и пулемётным огнём противника, проявил мужество и отвагу, идя впереди своей роты и запечатлев своей смертью любовь и преданность Родине». Похоронен у Успенского собора г. Оханска.

## Награды
- Георгиевская медаль 4 ст.
- Георгиевский крест 4 ст. (№ 28140) — во время ночной атаки противника, расположенного у д. Выселка Стоки 19 сентября 1914 г. (по ст. ст.) своей личной неустрашимостью подавая пример нижним чинам и воодушевляя их, первым бросился в штыки.
- Георгиевский крест 3 ст. (№ 3079) — во время боя у д. Марцинаволя, 29 ноября 1914 г. (по ст. ст.), командуя полуротой и находясь в передовых окопах, личным мужеством и храбростью содействовал отбитию атаки противника, бросившегося на окопы в превосходных силах, и, несмотря на сильный артиллерийский огонь, совершенно почти разрушивший окопы, удержал порученный ему участок.
- Георгиевский крест 2 ст. (№ 2119) — 12 декабря 1914 г. (по ст. ст.) в бою у д. Марцинаволя, когда из строя выбыли все офицеры, принял командование ротой, проявил необыкновенное спокойствие, мужество и распорядительность.
- Георгиевский крест 1 ст. (№ 363) — 29 января 1915 г. во время атаки противника у деревни Червонкин личной неустрашимостью подавая пример нижним чинам и воодушевляя их, первым бросился в штыки.
- Орден Св. Анны 4 ст. с надписью «за храбрость»..
- Орден Св. Станислава 3 ст. с мечами и бантом за участие в боях за период с 5 октября 1915 г. по 6 мая 1916 г. (по ст. ст.).
- Орденом Св. Анны 3 ст. с мечами и бантом за отличия, оказанные в боях с германцами в период с 6 мая по 5 октября 1916 г. (по ст. ст.).
- Орденом Св. Станислава 2-й ст. с мечами за отличия в боях 31 июля — 6 августа 1918 г. у станции Мурино.
- Орденом Св. Анны 2 ст. с мечами за отличия в боях 16-18 августа 1918 г. у станции Посольской.